# Popillia richteri
Popillia richteri är en skalbaggsart som beskrevs av Ohaus 1911. Popillia richteri ingår i släktet Popillia och familjen Rutelidae. Inga underarter finns listade i Catalogue of Life.